# VIVA World Cup

Емблема турніру 2006

VIVA World Cup — міжнародний футбольний турнір, організований організацією Nouvelle Fédération Board для команд, зареєстрованих у ній. Проводиться щорічно. 
У листопаді 2006 року у французькій Окситанії відбувся перший турнір. Перший кубок світу виграла збірна Лапландії, перемігши у фіналі збірну Монако з рахунком 21:1. 
Наступний турнір відбувся 7—13 липня 2008 року в Лапландії. У ньому взяли участь 5 команд. У підсумку в фіналі Паданія перемогла команду арамеїв — 2:0. 
2009 року черговий Кубок світу відбувався у Паданії. Турнір був зіграний на стадіонах північної Італії. Фінал відбувся у Вероні 27 червня 2009 року — Паданія зберегла титул, здолавши Іракський Курдистан 2:0.
2010 року турнір пройшов на острові Гоцо з 30 травня до 6 червня. На ньому збірна Паданії втретє перемогла на турнірі, здолавши збірну Курдистану 1:0.
2012 року Кубок світу відбувався у Курдистані, він проходив з 4 червня по 9 червня. На ньому господар турніру збірна Курдистану у фіналі перемогла збірну Північного Кіпру з рахунком 2:1 і здобула свій перший титул.